# Galerie Würthle
Die Galerie Würthle war eine österreichische Kunstgalerie, die von 1881 bis 1995 bestand. Ihr Sitz befand sich in der Wiener Weihburggasse 9, unweit des Stephansplatzes. Eng mit ihr verknüpft sind die Namen Lea Bondi, Otto Brill als Teilhaber, Friedrich Welz als „Ariseur“ im Jahr 1938, Luise Kremlacek, das Sammlerehepaar Fritz Kamm und Editha Kamm-Ehrbar, der Künstler Fritz Wotruba, der Kurator Heimo Kuchling, der Ausstellungsmacher Otto Breicha und der Verleger Hans Dichand als letzter Besitzer.
Die Galerie nahm ab 1990 regelmäßig an der Art Basel teil.

## Inhaber
- 1908–1916 Thekla Würthle
- 1916–1926 Ulf Seidl, Prokuristen Lea Bondi und Otto Nirenstein
- 1926–1938 Lea Bondi
- 1938–1945 Friedrich Welz
- 1945–1948 Luise Kremlacek als kommissarische Leiterin
- 1949–1953 Lea Bondi
- 1953–1965 Fritz Kamm, Galerist Fritz Wotruba
- 1976–1995 Hans Dichand, Galeristin Johanna Dichand

## Geschichte
Gegründet wurde die Institution als Filialbetrieb des Verlages und Kunsthandels Würthle und Spinnhirn aus Salzburg, welcher wiederum 1862 von Gregor Baldi und Friedrich Würthle gegründet worden war. Im Frühjahr 1908 ließ Thekla Würthle beim Handelsgericht Salzburg die Firma „Würthle & Sohn Nachf.“ eintragen. Die Hauptniederlassung war in Salzburg, die Zweigniederlassung in der Mariahilferstraße 88a in Wien. Thekla Würthle war Inhaberin und Geschäftsführerin. Zur Jahreswende 1915/16 wurde die Hauptniederlassung in Salzburg aufgelassen und die Wiener Firma, die sich nunmehr in der Weihburggasse 31 befand, an den k.k. Oberleutnant d. R. und Maler Ulf Seidl (1881–1960) verkauft. Die Eintragung ins Wiener Handelsregister erfolgt am 23. Februar 1917 unter Reg. A 34, 88, Betriebsgegenstand war nunmehr der Kunsthandel.

### Zwischenkriegszeit
Am 6. Juni 1919 wurde Lea Bondi als Prokuristin der Firma Würthle & Sohn Nachfolger ins Wiener Handelsregister eingetragen. Im Folgejahr wurde der Betriebsgegenstand erweitert, am 22. Juni 1920 wurde die Einzelprokura auch Otto Nirenstein (1894–1978) übertragen, später bekannt als Otto Kallir, der Firmenname erhielt den Zusatz Verlag Neuer Graphik. Ziel der Unternehmenserweiterung war die Herausgabe zeitgenössischer und moderner Originalgraphik aus Österreich. Es wurden unter anderem Werke von Faistauer, Itten, Jungnickel, Kubin und posthum von Schiele publiziert. Nirensteins Prokura wurde am 26. Mai 1922 gelöscht. Er gründete in der Folge die Neue Galerie in der Grünangergasse. Bondi wurde offene Gesellschafterin der Kunsthandlung Würthle. 1920 trat Luise Kremlacek in die Galerie ein, sie blieb dort sechzig Jahre lang durchgehend beschäftigt. Im Jubiläumsband 60 Jahre Galerie Würthle schrieb Walter Koschatzky: „"Frau Luise" [...] und Würthle sind einem untrennbaren begriff geworden“.
1926 schieden die Inhaber Leopoldine und Ulf Seidl aus, per 13. August 1926 wurde Bondi Alleininhaberin der Galerie. Laut Datenbank Jüdische Sammler und Kunsthändler soll der Fabrikant und Sammler Otto Brill (1881–1954) Teilhaber gewesen sein. Lea Bondi kooperierte in den Zwischenkriegsjahren mit wichtigen Kunsthandlungen in ganz Europa – Alfred Flechtheim (Düsseldorf), Paul Cassirer (Berlin) und Daniel-Henry Kahnweiler (Paris) – und etablierte die Galerie Würthle als wichtiges Zentrum für zeitgenössische Kunst in Wien. Sie zeigte sowohl österreichische Künstler als auch Vertreter der internationalen Szene.

### Arisierung
Mit dem Einmarsch deutscher Truppen in Österreich verlor die Galerie schlagartig ihre Existenzgrundlage. Eine jüdische Galeristin durfte nicht an sogenannt „arische“ Kundschaft verkaufen und die vermögenden Juden Wiens investierten alle Barmittel in die Flucht und nicht länger in Kunst. Werke jüdischer Künstler und sogenannt „entartete Kunst“ war im Einflussbereich Hitlers schlagartig wertlos geworden. Werke, die der NS-Ideologie entsprachen, unterlagen entweder Ausfuhrverboten oder Beschlagnahmungen. Jüdische Galeristen hatten – ähnlich Bühnenkünstlern, die nicht mehr auftreten durften, oder Schriftstellern, die nicht mehr verlegt wurden – gar keine andere Wahl, als der „Arisierung“ zuzustimmen und zu flüchten. Flechtheim war über Paris nach London emigriert. Walter Feilchenfeldt und Grete Ring, die Nachfolger des verstorbenen Cassirer, hatten ihren Betrieb nach Amsterdam bzw. London verlagert. Nunmehr mussten auch Nirenberg und Bondi, die nach ihrer Heirat im Jahr 1936 Lea Jaray hieß, flüchten. Nirenstein ging sofort nach Paris und im Jahr darauf nach New York. Lea Jaray und ihr Ehemann flüchteten 1939 nach London. Noch kurz vor der Abreise presste ihr der „Ariseur“ der Galerie, Friedrich Welz, das Bildnis Wally ab, ein Bild aus ihrem Privatbesitz, welches in ihrer Wohnung hing. Auch in London war Lea Jaray als Galeristin tätig. Sie führte dort die St. George’s Gallery, wiederum mit Otto Brill als Teilhaber.
Nach der „Arisierung“ der Galerie Würthle (am 3. April 1938) wurde der Name auf Galerie Welz geändert, bis zum Untergang des NS-Regimes und noch drei Jahre hinaus.

### Nachkriegszeit
Friedrich Welz wurde im Mai 1945 von der US-Army verhaftet, dann freigelassen und schließlich im November 1945 erneut inhaftiert. Er kam in das Lager Glasenbach für Kriegsverbrecher, wo er bis zum 14. April 1947 von den Besatzungstruppen festgehalten wurde. Durch diverse Schriftstücke und in den Verhören profilierte er sich als Meister des Verwirrens, so der Titel eines Buches von Gert Kerschbaumer. Er schlug noch in den Nachkriegsjahren Profit durch sein Herumschieben, Verstecken und Tauschen von Gemälden. Lea Bondi-Jaray wurde auch in der Nachkriegszeit Opfer seiner Machenschaften – in mehrfacher Hinsicht. Die nun in London lebende rechtmäßige Eigentümerin der Galerie hatte als Rechtsvertreter Emmerich Hunna gewählt, den Präsidenten der Wiener Rechtsanwaltskammer, nicht wissend, dass dieser selbst an Arisierungen beteiligt gewesen war. Sie erhielt zwar die Galerie zurück, doch ohne die angeblich „verschollenen“ Kunstwerke. Beispielsweise fehlten mindestens 47 Arbeiten von Anton Kolig. Sie erhielt nicht nur keinen Schadenersatz und keinen Gewinnverlust, denn ihr Anwalt verabsäumte, dies einzuklagen, sondern wurde am 17. August 1949 zur Zahlung von 9.000 Schilling an den Ariseur Friedrich Welz verurteilt – als Entschädigung für dessen Aufwendungen, zahlbar binnen 14 Tagen. Das ihr von Welz abgepresste Schiele-Gemälde Wally wurde hinter ihrem Rücken mehrfach verkauft und verschoben. Sie erhielt es nie zurück.
Ab 1953 konnte der Bildhauer Fritz Wotruba mit Unterstützung des Sammlerehepaares Kamm das Projekt neu positionieren, als Haus der österreichischen Gegenwartskunst und der Wiener Moderne, fallweise mit Gastspielen der internationalen Avantgarde. Fritz Kamm, Eigentümer der Galerie, und seine aus Wien stammende Frau Editha Kamm-Ehrbar traten öffentlich nicht in Erscheinung und ließen Wotruba freie Hand. Im Eröffnungsjahr zeigte die Galerie Werke französischer Künstler – Johnny Friedlaender, Fernand Léger, Pablo Picasso, Jacques Villon. Wotruba stellte auch selbst aus, beispielsweise 1954 Werke in Stein und Bronze, Aquarelle und Zeichnungen.
In der Ära Dichand übernahm dessen Tochter Johanna Dichand sukzessive die Geschäftsführung. Nach jahrelangem Streit um die Mietrechte wurde die Kunsthandlung 1995 geschlossen. Danach mietete die Nobelmarke Prada die früheren Galerieräumlichkeiten. Im Juli 2015, Prada war ins Goldene Quartier gezogen, übernahm das Salzburger Bekleidungsunternehmen Dantendorfer das Geschäftslokal.

### Sammler
Im Lauf der Geschichte hat die Galerie mit zahlreichen später berühmten Sammlern zusammen gearbeitet, beispielsweise mit Heinrich Rieger, 1925 Leihgeber für die erste große Egon-Schiele-Ausstellung, mit Otto Brill, Viktor Fogarassy, Rudolf Leopold, dem Ehepaar Kamm und Hans Dichand.

## Künstler der Galerie (Auswahl)
Vor 1938
- Vilma Eckl
- Hilde Exner
- Fritz Fuhrken
- Hilde Goldschmidt
- Anton Kolig
- Jakob Löw
- Kazimir Malevich
- Sergius Pauser
- Carl Rabus
- Albert Reuss
- Lisel Salzer
- Egon Schiele
- Josef Schulz
- Christian Schad
- Theodoros Stamos
- Lilly Steiner
- Otto Trubel

Nach 1945
- Kurt Absolon
- Eduard Angeli
- Joannis Avramidis
- Alois Beran-Polly
- Oscar Bronner
- Hubert Dietrich
- Josef Dobrowsky
- Monika Fioreschy
- Paul Flora
- Hortensia Fussy
- W. Gies
- Roland Goeschl
- Franz Grabmayr
- Heinz Greissing
- Franz Hagenauer
- Gottfried Helnwein
- Bohdan Heřmanský
- F. Hundertwasser
- Alfred Karger
- Kurt Kocherscheidt
- Maria Lassnig
- Anton Lehmden
- Anton Mahringer
- Peter Marquant
- Josef Mikl
- Kurt Moldovan
- Karl Mostböck
- Oswald Oberhuber
- Josef Pillhofer
- Armin Pramstaller
- Anna-Lülja Praun
- Arnulf Rainer
- Walter Schmögner
- Rudolf Schönwald
- Karl Stark
- Gerhard Swoboda
- Andreas Urteil
- Willy Verkauf
- Linde Waber
- Charlotte Walther-Wipplinger
- Max Weiler
- Alfred Wickenburg
- Fritz Wotruba
- Norbert Grebmer